# Eupatorium glehni
Eupatorium glehni là một loài thực vật có hoa trong họ Cúc. Loài này được F.Schmidt ex Trautv. mô tả khoa học đầu tiên năm 1883.